# Passiflora tulae
Passiflora tulae is een passiebloem met onbehaarde, hoekige, gegroefde stengels. De bladstelen zijn tot 3 cm lang. De afwisselend geplaatste bladeren zijn ondiep twee- of drielobbig, gaafrandig, half ovaal en 1,5-7 × 5-10,5 cm groot. In de bladoksels ontspringen de ranken die daar worden geflankeerd door steunblaadjes.
De klimplant vormt al bloemen als de plant nog klein is. De bloemen groeien solitair of in paren in de bladoksels. De bloemstelen zijn tot 6 cm lang. De bloemen zijn 5,5-7 cm breed. De bloembuis is circa 0,5 cm lang. De kelkbladeren zijn roze en tot 4 × 0,6 cm groot. De kroonbladeren zijn roze en tot 3 × 0,4 cm groot. De corona is een rechtopstaand, 1,5–2 cm lang, oranje, buisvormig, vliezig membraan dat het onderste gedeelte van de androgynofoor omgeeft. De vruchten zijn bolvormig, groen rijpend naar zwart en 1–1,5 cm groot.
Passiflora tulae is endemisch in Puerto Rico waar hij voorkomt in het laaggebergte. De plant wordt hier bestoven door kolibries. In België en Nederland kan deze plant worden gekweekt in de kas of in de vensterbank. In het warme seizoen kan de plant hier zelfs buiten worden gezet. Hij kan worden vermeerderd door zaaien of stekken.
Passiflora tulae wordt gezien als de zustersoort van Passiflora murucuja , een vergelijkbare soort met kleinere bladeren en bloemen.

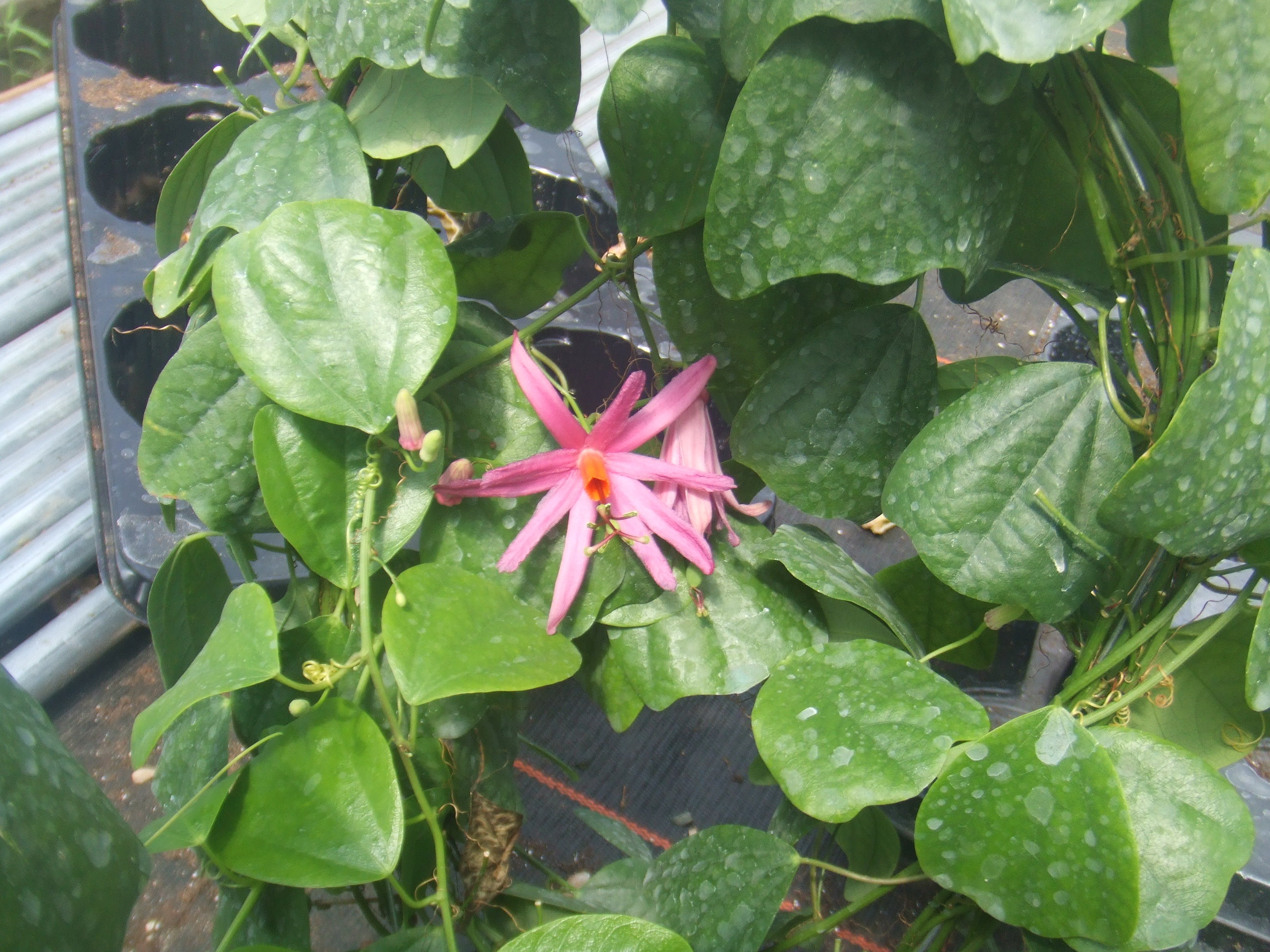

... · 
P. alata · 
P. aurantia · 
P. biflora · 
P. caerulea (Blauwe passiebloem) · 
P. citrina · 
P. coccinea · 
P. coriacea · 
P. edmundoi · 
P. edulis · 
P. edulis forma edulis · 
P. edulis forma flavicarpa · 
P. foetida · 
P. gibertii · 
P. herbertiana · 
P. incarnata · 
P. jorullensis · 
P. kermesina · 
P. laurifolia · 
P. ligularis · 
P. lindeniana · 
P. loefgrenii · 
P. lutea · 
P. morifolia · 
P. murucuja · 
P. organensis · 
P. picturata · 
P. punctata · 
P. quadrangularis · 
P. racemosa · 
P. rubra · 
P. serratifolia · 
P. suberosa · 
P. subpeltata · 
P. tarminiana · 
P. tulae · 
P. vitifolia · 
P. xishuangbannaensis · 
P. yucatanensis · 
...